# Xã Clear Lake, Quận Sherburne, Minnesota
Xã Clear Lake (tiếng Anh: Clear Lake Township) là một xã thuộc quận Sherburne, tiểu bang Minnesota, Hoa Kỳ. Năm 2010, dân số của xã này là 1.539 người.